# Cecily von Ziegesar
Cecily Brooke von Ziegesar (Nova Iorque, 27 de junho de 1970) é uma escritora estadunidense de livros para jovens adultos, conhecida pela série Gossip Girl.

## Biografia

### Infância e educação
Cecily von Ziegesar nasceu em Nova Iorque, em uma família cuja origem remonta à aristocracia germânica. Seu sonho de criança era ser bailarina. Começou a fazer aulas aos 3 anos e, aos 8, tentou fazer as audições para a School of America Ballet, mas foi rejeitada. Já adolescente, passou a frequentar a The Nightingale-Bamford School, uma escola de elite localizada no Upper East Side que ela considerava como um refúgio. Após a graduação em Nightingale, Cecily participou do Colby College, colégio de artes no estado do Maine. Então ela decidiu passar um ano trabalhando em uma rádio local de Budapeste. Quando voltou para os Estados Unidos, passou a estudar escrita criativa na Universidade do Arizona, mas desistiu pouco tempo depois.

### Vida Pessoal
Mora atualmente no Brooklyn com seu marido Richard, vice-diretor da Public Art Found e com seus dois filhos: Agnes e Oscar.

## Gossip Girl

### Série de livros
Em Nova Iorque, enquanto trabalhava na firma de book-packing Alloy Entertainment, Cecily começou a trabalhar no conceito de sua série de livros mais famosa. Os protagonistas e os acontecimentos de Gossip Girl são inspirados (com exageros nas situações e comportamentos) na própria juventude de Cecily, vivida na escola de elite para garotas The Nightingale-Bamford School. Os protagonistas se baseiam nos amigos extremamente ricos que Cecily fez em Upper East Side, que tinham "esses pais" e "essas vidas", narrados nos livros.
No Brasil, já foram publicados todos os 14 livros da série Gossip Girl, 9 livros da série ''It Girl'' e Três de sua mais recente série, ''Gossip Girl: The Carlyles''.

### Série televisiva
Criada por Josh Schwartz e Stephanie Savage (criador e produtora executiva de The O.C., respectivamente), a série baseada nos livros de Cecily von Ziegesar estreou no dia 19 de setembro de 2007, no canal norte-americano CW. A série dividiu a crítica em sua temporada de estreia e a audiência variou de 1,80 milhões de espectadores no episódio 11 e 3 milhões no episódio final da primeira temporada.
As controvérsias e as descrenças com a série surgiram devido ao show não mostrar vários arcos presentes nos livros, falhar em apresentar as características dos personagens e outros fatos, maiores e menores. Tudo isso somado acabou desapontando muitos fãs dos livros. Porém, Cecily afirmou à ABC News que os principais arcos que ela escrevera estavam lá e, pelo menos, tudo acontecia em nova Iorque.
Em 17 de dezembro de 2012 foi ao ar o último episódio da séria, que terminou em sua sexta temporada. A própria Cecily já fez uma pequena aparição na série, no último episódio da quarta temporada. No último episódio, foi revelado a identidade da Gossip Girl.

## Livros publicados

### Série Gossip Girl
1. As delícias da fofoca (Gossip Girl - 2002)
2. Você sabe que me ama (You Know You Love Me - 2002)
3. Eu quero tudo! (All I Want Is Everything - 2003)
4. Eu mereço! / Porque eu mereço (Because I'm Worth It - 2003)
5. Do jeito que eu gosto (I Like It Like That - 2004)
6. É você que eu quero (You're the One That I Want - 2004)
7. Ninguém faz melhor (Nobody Does It Better - 2005)
8. Nunca mais! (Nothing Can Keep Us Together - 2005)
9. Vai sonhando (Only In Your Dreams - 2006) (Escrito por Escritor Fantasma)
10. Eu não mentiria para você (Would I Lie To You? - 2006)(Escrito por Escritor Fantasma)
11. Não me esqueça (Don't You Forget About Me - 2007)(Escrito por Escritor Fantasma)
12. Eu sempre vou te amar (I Will Always Love You - 2009)(Escrito por Escritor Fantasma)

- Só Podia Ser Você | O início (Prequela - It Had to Be You - 2007)
- Gossip Girl: Psycho Killer (Spin-Off original do primeiro livro - 2011)

### Série It Girl
Esta série foi escrita por um Escritor Fantasma, com a orientação de Cecily von Ziegesar.
1. Garota Problema (The It Girl - 2005)
2. Uma Garota Entre Nós (Notorious - 2006)
3. Garota sem Limites (Reckless - 2006)
4. Garota Inesquecível (Unforgettable - 2007)
5. Garota de Sorte (Lucky - 2007)
6. Garota em Tentação (Tempted - 2008)
7. Garotas em Festa (Infamous - 2008)
8. Garotas, Segredos e Surpresas (Adored - 2009)
9. Garota em Foco (Devious - 2009)
10. Classic - 2010 (Não publicado no Brasil)

### Série Gossip Girl - Os Carlyle
Esta série é realmente escrita por Annabelle Vestry, embora o nome de Cecily von Ziegesar está sobre a coluna vertebral e frontal.
1. Gossip Girl: Os Carlyle (Gossip Girl: The Carlyles - 2008)
2. Você Nunca Se Satisfaz (You Just Can't Get Enough - 2008)
3. Me Dê Uma Chance (Take A Chance On Me - 2009)
4. Love the One You're With - 2009 (Não publicado no Brasil)

### Série Cum Laude
1. Com Louvor (Cum Laude - 2010) Que mais tarde foi relançado como Class

### Série Cobble Hill
1. Cobble Hill - 2020